# Valientes de David
Los valientes de David fueron una tropa de élite nombrada en el Libro de Samuel. También se los conoce como los héroes de David.
Se trataban de 54 guerreros profesionales directamente vinculados al rey David, cuya lista completa aparece en 2 Samuel 23 y cuyo origen parece remontarse al tiempo en que David estuvo con los filisteos. En 1 Crónicas 11 se añaden algunos nombres, probablemente de los últimos tiempos del rey.
Resulta interesante que los valientes de David son nombrados por sus linajes, no por su lugar de origen, lo que para muchos antropólogos indica claramente que se trataba de tribus no totalmente sedentarias.

## Lista completa
Según la Biblia, versión Reina-Valera revisada en 1960 por las Sociedades Bíblicas Unidas, los valientes de David fueron conformados por los siguientes hombres:
| 2 Samuel 23:8–39                                      | 1 Crónicas 11:10–47                                   |
| ----------------------------------------------------- | ----------------------------------------------------- |
| Joseb-basebet el tacmonita                            | Jasobeam hijo de Hacmoni                              |
| Eleazar hijo de Dodo ahohíta                          | Eleazar hijo de Dodo ahohíta                          |
| Sama hijo de Age ararira                              | (sin nombrar)                                         |
| Abisaí hermano de Joab hijo de Zeruiah                | Abisaí hermano de Joab                                |
| Benaía hijo de Joiada                                 | Benaía hijo de Joiada                                 |
| Asael hermano de Joab                                 | Asael hermano de Joab                                 |
| Elhanán hijo de Dodo de Belén                         | Elhanán hijo de Dodo de Belén                         |
| Sama harodita                                         | Samot harodita                                        |
| Elica harodita                                        | —                                                     |
| Heles paltita                                         | Heles pelonita                                        |
| Ira hijo de Iques tecoíta                             | Ira hijo de Iques tecoíta                             |
| Abiezer anatotita                                     | Abiezer anatotita                                     |
| Mebunai husatita                                      | Sibecai husatita                                      |
| Salmón ahohíta                                        | Ilai ahohíta                                          |
| Maharai netofatita                                    | Maharai netofatita                                    |
| Heleb hijo de Baana netofatita                        | Heled hijo de Baana netofatita                        |
| Itai hijo de Ribai, de Gaaba de los hijos de Benjamín | Itai hijo de Ribai, de Gaaba de los hijos de Benjamín |
| Benaía piratonita                                     | Benaía piratonita                                     |
| Hidai del arroyo de Gaas                              | Hurai del río Gaas                                    |
| Abi-albón arbatita                                    | Abiel arbatita                                        |
| Azmavet barhumita                                     | Azmavet barhumita                                     |
| Eliaba saalbonita                                     | Eliaba saalbonita                                     |
| Jonatán de los hijos de Jasén                         | los hijos de Hasem gizonita                           |
| Sama ararita                                          | Jonatán hijo de Sage ararita                          |
| Ahíam hijo de Sarar ararita                           | Ahíam hijo de Sacar ararita                           |
| Elifelet hijo de Ahasbai, hijo de Maaca               | Elifal hijo de Ur                                     |
| Eliam hijo de Ahitofel gilonita                       | —                                                     |
| —                                                     | Hefer mequeratita                                     |
| —                                                     | Ahías pelonita                                        |
| Hezrai carmelita                                      | Hezro carmelita                                       |
| Paarai arbita                                         | Naarai hijo de Ezbai                                  |
| Igal hijo de Natán, de Soba]                          | Joel hermano de Natán                                 |
| Bani gadita                                           | Mibhar hijo de Agrai                                  |
| Selec amonita                                         | Selec amonita                                         |
| Naharai beerotita, escudero de Joab hijo de Saarvia   | Naharai beerotita, escudero de Joab hijo de Saarvia   |
| Ira itrita                                            | Ira itrita                                            |
| Gareb itrita                                          | Gareb itrita                                          |
| Urías heteo                                           | Urías heteo                                           |
| —                                                     | Zabad hijo de Ahlai                                   |
| —                                                     | Adina hijo de Siza rubenita, y con él treinta         |
| —                                                     | Hanán hijo de Maaca                                   |
| —                                                     | Josafat mitnita                                       |
| —                                                     | Uzías astarotita                                      |
| —                                                     | Sama hijo de Hotam aroerita                           |
| —                                                     | Jehiel hijo de Hotam aroerita                         |
| —                                                     | Jediael hijo de Simri                                 |
| —                                                     | Joha tizita                                           |
| —                                                     | Eliel mahavita                                        |
| —                                                     | Jerebai hijo de Elnaam                                |
| —                                                     | Josavía hijo de Elnaam                                |
| —                                                     | Itma moabita                                          |
| —                                                     | Eliel mesobaíta                                       |
| —                                                     | Obed mesobaíta                                        |
| —                                                     | Jaasiel mesobaíta                                     |